# Zuidelijke en Noordelijke Dynastieën
Zuidelijke en Noordelijke Dynastieën is in de historiografie over China de gebruikelijke benaming voor de periode 420-589 van de Chinese geschiedenis. In de officiële dynastieke geschiedenis volgde deze periode op de Jin-dynastie en werd gevolgd door de Sui-dynastie. Zowel de Zuidelijke Dynastieën als de Noordelijke Dynastieën werden in de latere historiografie als dragers van het Hemels Mandaat beschouwd. Door gebruik te maken van de term Zuidelijke en Noordelijke Dynastieën wordt dit probleem van de legitimiteit vermeden. De Periode van de Zestien Koninkrijken in het noorden wordt in deze beschouwing overgeslagen

## Zuidelijke Dynastieën
In 316 brachten niet-Chinese ruiternomaden van de Vroegere Zhao de Jin-dynastie ten val nadat ze in korte tijd de Noord-Chinese laagvlakte en het stroomgebied van de Gele Rivier hadden veroverd. De Jin en de met hen verbonden adellijke families vluchtten naar het zuiden, waar zij een staat vestigden in het stroomgebied van de Jangtsekiang. Die restanten van de Jin-dynastie werden ook wel Oostelijke Jin genoemd, vanwege de ligging van de nieuwe hoofdstad Jiankang (het huidige Nanking) ten opzichte van Luoyang, de oude hoofdstad. Deze vlucht naar het zuiden heeft in de latere Chinese geschiedschrijving een grote betekenis gekregen.
Volgens de traditionele Chinese opvatting bleef de Jin-dynastie ook na 316 de enige legitieme dynastie. De 'zestien staten' in het noorden werden slechts beschouwd als koninkrijken, formeel ondergeschikt aan Jin. Nadat in 420 de Jin-dynastie ten val was gebracht volgden in Jiankang vier heersershuizen elkaar in snel tempo op. Zij kregen de verzamelnaam Zuidelijke Dynastieën en werden in de traditionele Chinese historiografie gezien als de legitieme opvolgers van Jin.

## Noordelijke Dynastieën
In 386 werd in het noorden van het huidige Shanxi een staat gevestigd door de Toba, een clan die behoorde tot het proto-Mongoolse volk van de Xianbei. De Toba noemden hun dynastie 'Wei'. Om verwarring met gelijknamige andere dynastieën te voorkomen kreeg hun heersershuis later de naam Noordelijke Wei. Zij wisten in 439 geheel Noord-China te veroveren en zo een machtig rijk te vormen. Het gebied van de Noordelijke Wei werd in 534 gesplitst in twee delen. Elk van de beide deelgebieden stond tot 581 onder bestuur van twee elkaar opeenvolgende heersershuizen. Omdat de Sui-dynastie zichzelf zag als de rechtmatige opvolger van de Noordelijke Zhou-dynastie, een van die opvolgerstaten, staan de Noordelijke Wei en de vier daaropvolgende heersershuizen sindsdien bekend onder de verzamelnaam Noordelijke Dynastieën.